# Pieter Dhondt
Pieter Dhont, né en 1976, est un historien belge spécialisé dans l'histoire des universités.

## Formation
Après avoir étudié les sciences historiques (histoire moderne) à la Katholieke Universiteit Leuven, il se spécialisa dans le domaine de l'histoire des universités à l'université de Berlin[Laquelle ?] et à celle d'Édimbourg. 
Il obtint son doctorat en histoire à la Katholieke Universiteit Leuven en 2005, en présentant une thèse dont le thème était le débat sur l'université en Belgique au XIXe siècle.
Il s'intéresse également à l'histoire de l'enseignement de la médecine.
Après avoir été chargé de cours (lecturer) en histoire de l'éducation à l'université de Gand, Pieter Dhondt est devenu maître de conférence ("senior lecturer") en histoire générale à l'Université de l'Est de la Finlande (Itä-Suomen yliopisto).

## Société
Pieter Dhont est :
- membre du comité directeur de GEWINA, The Belgian-Dutch Society for the History of Science and Universities (La société belgo-néerlandaise pour l'histoire des sciences et des universités).
- membre de la Commission Internationale pour l'histoire des universités.
- membre du Comité scientifique international de la commission "650 ans de l'Université de Vienne 2015".

## Quelques publications
- Pieter Dhondt, "Foreign students at Belgian universities. A statistical and bibliographical approach", dans : Revue belge d'Histoire contemporaine / Belgisch Tijdschrift voor Nieuwste Geschiedenis, no 38, 2008, fasc. 1-2, 5-44.
- Pieter Dhondt, "Teacher Training Inside or Outside the University: The Belgian Compromise (1815 to 1890)", dans : Paedagogica Historica. International Journal of the History of Education, no 44, 2008, p. 587–605.
- Pieter Dhondt, Un double compromis. Enjeux et débats relatifs à l'enseignement universitaire en Belgique au XIXe siècle, Gand : Academia Press, 2011.